# Station Tuchola
Station Tuchola is een spoorwegstation in de Poolse plaats Tuchola.